# Жаба-носоріг
Жаба-носоріг (Rhinoderma) — рід земноводних родини Жаби-носороги ряду Безхвості. Має 2 види.

## Опис
За своєю будовою та зовнішнім виглядом представники цього роду схожі із загальною характеристикою усією родини. Види відрізняються між собою лише за забарвленням.

## Розповсюдження
Мешкають на півдні Чилі та південному заході Аргентини. Один вид мешкає лише у Чилі, іншій — у Патагонії.

## Види
- Rhinoderma darwinii
- Rhinoderma rufum